# Thomas Bothwell Jeter
Thomas Bothwell Jeter, född 13 oktober 1827 i Union District (nuvarande Union County) i South Carolina, död 20 maj 1883, var en amerikansk demokratisk politiker. Han var South Carolinas guvernör 1 september–30 november 1880.
Jeter utexaminerades 1846 från South Carolina College (numera University of South Carolina), studerade sedan juridik och inledde 1848 sin karriär som advokat.
Guvernör William Dunlap Simpson avgick 1880 och efterträddes av Jeter som var tillförordnad talman i South Carolinas senat. Han innehade guvernörsämbetet i tre månader. Som guvernör efterträddes han av Johnson Hagood.
Jeter avled 1883 och gravsattes i Union i South Carolina.